# 朱国军
朱国军（1957年—），男性，湖南慈利人，土家族，中共党员，中华人民共和国政治人物、第十二届全国人民代表大会湖南地区代表。

## 生平
朱国军早年在湖南农学院常德分院农学专业就读。毕业后回到家乡慈利县，曾任该县党委副书记。大庸市（张家界市）成立后，朱氏出任该市商贸粮食局首任局长，直到1994年卸任:734，后历任中共大庸市（张家界市）党委常委、市委秘书长:413、中共张家界市委副书记等职。2008年当选为张家界市人大常委会主任，直到2017年由虢正贵接替。
2013年至2018年，担任全国人大代表。